# Eldorbek Suyunov
Eldorbek Suyunov (Qarshi, Unión Soviética; 12 de abril de 1991) es un futbolista profesional uzbeko que juega de portero en el Neftchi Fergana, de la Superliga de Uzbekistán.

## Carrera
Fue jugador de la cantera del Nasaf y en 2008 empezó a jugar en el equipo juvenil del Nasaf. En 2011 empezó a jugar en el primer equipo. Desde 2012 se ha consolidado como el portero número uno del Nasaf. Jugó en la fase de clasificación para la Copa Asiática 2015.
El 4 de diciembre de 2022, Suyunov amplió su contrato con el Pakhtakor Tashkent hasta el final de la temporada 2024.

## Clubes
| Club                 | País       | Año             |
| -------------------- | ---------- | --------------- |
| Nasaf Qarshi         | Uzbekistán | 2011-2017       |
| Pakhtakor F. C.      | Uzbekistán | 2017-2024       |
| Navbahor Namangan    | Uzbekistán | 2024-2025       |
| F.C. Neftchi Fergana | Uzbekistán | 2025-actualidad |

## Honores

### Club
Nasaf
- Super Liga de Uzbekistán subcampeón (1): 2011
- Copa de Uzbekistán subcampeón (3): 2011, 2012, 2013
- Copa AFC (1): 2011